# Wieruszowa
Wieruszowa (Wierusz) – herb szlachecki.

## Opis herbu
W polu srebrnym Kozieł wspięty rogaty w lewą tarczy obrócony, połową od głowy czarny, i nogi takież przedniej druga połowa szachowana czerwonymi i białymi polami, noga u niego lewa trochę od ziemi podniesiona, na hełmie pięć piór strusich.
Labry: czerwone podbite srebrem.
W innych odmianach tego herbu, labry są czarne podbite srebrem. U Długosza Kozieł jest w polu czerwonym.

## Najwcześniejsze wzmianki
- 1395 r. – pieczęć Bernarda Wierusza, sędziego ziemskiego wieluńskiego
- 1425 r. – zapiska sądowa

Najwcześniejsze źródło heraldyczne wymieniające herb to datowane na lata 1464–1480 Insignia seu clenodia Regis et Regni Poloniae polskiego historyka Jana Długosza. Zapisuje on informacje o herbie wśród 71 najstarszych polskich herbów szlacheckich we fragmencie: "Wyeruschowa, que hyrcum cornutum, in medietate una nigrum, in altera scaccatum, in campo albo defert. Genus Almanicum, ortum ex Myschna, in qua viri pacifici, alieni tamen appetitores." .

## Legenda herbowa
Pierwsze początki tego herbu Rakuszanin Wieluński kraj najechał, Wieruszów złupił, i Klemensa Wierusza, Pana tamtego miejsca pojmał, i więził, działo się to w roku 1442. W roku zaś 1450. według Bielsk. fol. 393. Szlachta Wieluńska mieli potrzebę znaczną u Byczyny, z Janem Gelsem Ślęzakiem, ale porażeni i pobici, Klemens i Jan Wieruszowie i Mikołaj Kempiński trupem legli. W Poznańskiem województwie Wieruszowie według Paprockiego fundowali Eremitorium. Bieniasz Wierusz albo Benedykt sławny rotmistrz pod Grunwaldem. Bielski fol. 297. Tomasz Wierusz rotmistrz pieszej chorągwi pod wojnę Moskiewską, z dziwną wspaniałością serca we wszystkich opałach stawał. Papr. o herb. fol. 417. N. Wieruszowna była za Masłowskim. Klemensa córka, była za Taszyckim, sędzią Krakowskim.

## Herbowni
Lista sporządzona została na podstawie wiarygodnych źródeł, zwłaszcza klasycznych i współczesnych herbarzy. Należy jednak zwrócić uwagę na częste zjawisko przypisywania rodom szlacheckim niewłaściwych herbów, szczególnie nasilone w czasie legitymacji szlachectwa przed zaborczymi heroldiami, co zostało następnie utrwalone w wydawanych kolejno herbarzach. Identyczność nazwiska nie musi oznaczać przynależności do danego rodu herbowego. Przynależność taką mogą bezspornie ustalić wyłącznie badania genealogiczne.
Bielski, Bockiej, Bokij, Cieszęcki, Domejko, Domeyko, Festenberg, Galewski, Garecki, Górecki, Hackebeyl, Hackenbeyl, Kempiński, Kempski, Kępiński, Kępski, Kostanecki, Kostaniecki, Kosteniecki, Kowalski, Kowalski de Szmiden, Kwiatkowski, Michałowski, Niemojewski, Niemojowski, Ostelecki, Pakisz, Sałecki, Stlecki, Stolecki, Stolica, Stongorzewski, Walchnowski, Walichnowski, Walknowski, Walknowski Wierusz, Wierusz, a także Galewski.

### Znani herbowni
- Bieniasz z Białej – ochmistrz królewski, uczestnik bitwy pod Grunwaldem
- Lutold z Biały – sędzia ziemski wieluński
- Bonawentura Niemojowski – prawnik i polityk, poseł na sejmy Królestwa Polskiego, premier Rządu Narodowego w Powstaniu Listopadowym
- Wincenty Niemojowski – działacz polityczny, członek  Rządu Narodowego w Powstaniu Listopadowym
- Alfred Wierusz-Kowalski – artysta malarz
- Bernard Wierusz – w 1401 roku ufundował klasztor paulinów w Wieruszowie[5][6]